# SN 2003N
SN 2003N – supernowa odkryta 2 stycznia 2003 roku w galaktyce A123709+6211. W momencie odkrycia miała maksymalną jasność 25,90m.